# Coupe de France 1942/43
Der Wettbewerb um die Coupe de France in der Saison 1942/43 war die 26. Ausspielung des französischen Fußballpokals für Männermannschaften; dieser trug während der Kriegs- und Besatzungsjahre wieder seinen anfänglichen Namen Coupe Charles Simon. In diesem Jahr meldeten 664 Vereine.
Titelverteidiger war Red Star Olympique, der in diesem Jahr im Halbfinale der besetzten Zone ausschied. Gewinner der Trophäe wurde Olympique de Marseille. Dies war sein sechster Pokalsieg bei der achten Finalteilnahme. Der letzte Sieg gelang 1938, das letzte verlorene Endspiel lag erst drei Jahre zurück. Mit diesem Erfolg setzte Olympique sich vor Red Star (fünf Coupes) wieder alleine an die Spitze der Liste der erfolgreichsten Vereine in diesem Wettbewerb.
Finalgegner Girondins AS du Port de Bordeaux stand zum zweiten Mal im Endspiel, nachdem die Südwestfranzosen die Coupe 1941 hatten gewinnen können.
Die Austragung wurde stark von den politischen Umständen dieser Zeit beeinflusst. Seit dem deutschen Einmarsch (1940), der Besetzung des gesamten Nordens und Westens sowie der Bildung eines formal selbständigen „freien Frankreichs“ (auch als Vichy-Frankreich bezeichnet) im Südosten des Landes war Frankreich auch sportlich praktisch drei- bzw. sogar viergeteilt, wenn man die von Deutschland annektierten Gebiete im Elsass und in Lothringen dazurechnet, deren Vereine im deutschen Ligensystem spielten. Der äußerste Norden und Nordosten unterstand unmittelbar der deutschen Militärverwaltung in Brüssel und war besonderen Restriktionen unterworfen (Zone interdite, die „verbotene Zone“); zwischen dieser sowie der Zone occupée bzw. der Zone non occupée („besetzte“ bzw. „unbesetzte Zone“, 1942/43 auch als Nord- bzw. Südzone bezeichnet) war ein geregelter Sportverkehr nur höchst eingeschränkt möglich. Dies äußerte sich auch im Austragungsmodus des Pokals: so ermittelte jede der drei Zonen zunächst ihren eigenen Sieger; anschließend spielten die beiden Gewinner der besetzten Gebiete in einem „Interzonenfinale“ ihren gemeinsamen Sieger aus, der dann gegen denjenigen aus dem „freien Frankreich“ das eigentliche Endspiel austrug.
Die auf Weisung der Vichy-Regierung auf 80 Minuten begrenzte reguläre Spieldauer konnte der Fußballverband FFF wieder auf 90 Minuten ausweiten. Dafür hatte der verantwortliche Hohe Sportkommissar der Regierung, Colonel Joseph Pascot, zwei neue Weisungen erlassen: erstens mussten die professionellen Vereine in jeder Begegnung mindestens vier Amateure einsetzen, und zweitens mussten Berufsfußballer eine zusätzliche Tätigkeit in einem „bürgerlichen Metier“ nachweisen, um weiterhin eine Spiellizenz zu erhalten. Hinter den Maßnahmen stand die bereits von Pascots Vorgänger Jean Borotra verfolgte Intention, den professionellen Sport unattraktiv zu machen, um ihn schließlich abschaffen zu können.
Nach den auf regionaler Ebene organisierten Qualifikationsrunden wurden ab dem Achtelfinale die Paarungen für jede Runde innerhalb der jeweiligen Zone ausgelost. Ab dem Viertelfinale fanden die Spiele im Regelfall auf neutralem Platz statt. Endete eine Begegnung nach Verlängerung unentschieden, wurden solange Wiederholungsspiele ausgetragen, bis ein Sieger feststand.

## Achtelfinale
Spiele zwischen 10. und 17., Wiederholungsmatch am 31. Januar 1943. Da es in diesem Jahr keine offizielle Landesmeisterschaft gab, wird auf die Angabe der Ligazugehörigkeit der Vereine verzichtet; unter Profibedingungen arbeitende Klubs sind mit einem P gekennzeichnet.

### Verbotene Zone
| - SC Fives P – OFC Charleville 3:1 - ES Bully – RC Lens P 1:1 n. V., 0:9 - Olympique Iris Club Lille P – Stade Orchies 3:1 - Excelsior AC Roubaix P – USO Bruay 4:1 | - RCFC Besançon – FC Sochaux P 0:1 - ASC Mohon – AS Sin-le-Noble 2:1 - US Auchel – Racing Roubaix 2:3 - CS Homécourt – Stade Lorrain 3:1 |

### Besetzte Zone
| - EC Bordeaux – Stade Rennes P 3:1 - CA Saint-Nazaire-Penhoët – Girondins ASP Bordeaux P 0:4 - Le Havre AC P – US Quevilly 3:2 - US Le Mans P – VS Chartres 6:1 | - Stade Reims P – Stade Français-CAP P 2:3 - Red Star Olympique P – CA Montreuil 7:0 - FC Rouen P – AC Amiens P 4:1 - Racing Club de France – AS Troyes P 2:1 n. V. |

### Unbesetzte Zone
| - USA Perpignan P – FC Toulouse P 1:0 - USO Montpellier P – CA Gombert 8:1 - Olympique Marseille P – OGC Nizza P 3:0 - ESA Brive P – Stade Clermont P 3:1 | - AS Avignon P – Lyon OU P 3:2 n. V. - AS Saint-Étienne P – FC Annecy P 6:0 - Olympique Nîmes P – AS Cannes P 2:1 - US Cazères – FC Sète P 0:1 |

## Viertelfinale
Spiele am 6./7., Wiederholungsmatch am 14. Februar 1943

### Verbotene Zone
| - SC Fives P – RC Lens P 2:4 - Olympique Iris Club Lille P – CS Homécourt 5:3 | - Excelsior AC Roubaix P – ASC Mohon 5:1 - FC Sochaux P – Racing Roubaix 2:1 n. V. |

### Besetzte Zone
| - Girondins ASP Bordeaux P – EC Bordeaux 6:2 - Stade Français-CAP P – Racing Club de France 2:0 | - Red Star Olympique P – US Le Mans P 4:0 - FC Rouen P – Le Havre AC P 2:1 |

### Unbesetzte Zone
| - USA Perpignan P – AS Saint-Étienne P 2:0 n. V. - Olympique Marseille P – AS Avignon P 4:2 | - ESA Brive P – USO Montpellier P 0:0 n. V., 5:3 - Olympique Nîmes P – FC Sète P 1:0 |

## Halbfinale
Spiele am 6./7. März 1943

### Verbotene Zone
| - RC Lens P – FC Sochaux P 5:0 | - Excelsior AC Roubaix P – Olympique Iris Club Lille P 1:4 |

### Besetzte Zone
| - Stade Français-CAP P – FC Rouen P 4:0 | - Red Star Olympique P – Girondins ASP Bordeaux P 1:2 |

### Unbesetzte Zone
| - USA Perpignan P – ESA Brive P 4:1 | - Olympique Marseille P – Olympique Nîmes P 3:0 |

## Zonenfinales
Spiele am 3./4., Wiederholungsmatch am 18. April 1943

### Verbotene Zone
- RC Lens P – Olympique Iris Club Lille P 2:0

### Besetzte Zone
- Stade Français-CAP P – Girondins ASP Bordeaux P 0:0 n. V., 3:6

### Unbesetzte Zone
- Olympique Marseille P – USA Perpignan P 3:0

## Interzonenfinale
Spiel am 2. Mai 1943
- Girondins ASP Bordeaux P – RC Lens P 2:1

## Landesfinale

### 1. Endspiel
Spiel am 9. Mai 1943 im Pariser Prinzenparkstadion vor 32.005 Zuschauern
- Olympique Marseille – Girondins ASP Bordeaux 2:2 n. V. (2:2, 1:0)

#### Mannschaftsaufstellungen
Auswechslungen waren damals nicht möglich.
Olympique Marseille: Jacques Delachet – Paul Patrone, Joseph Gonzalès – Jean Veneziano, Jean Bastien, Franz Olejniczak – Georges Dard, Roger Scotti, Emmanuel Aznar , Jean Robin, Félix Pironti
Trainer : A. Blanc und Joseph Gonzalès
Girondins ASP Bordeaux: André Gérard  – Michel Homar, Roger Normand – Nordine Ben Ali, Francisco Mateo, Saïd Ben Arab – Alphonse Rolland, Ahmed Nemeur, Santiago Urtizberea, René Persillon, Henri Arneaudeau
Trainer : Benito Diaz
Schiedsrichter: Victor Sdez (Lambersart)

#### Tore
1:0 Pironti (4.)

2:0 Robin (55.)

2:1 Patrone (56., Eigentor)

2:2 Persillon (82.)

### Wiederholungsspiel
Spiel am 22. Mai 1943 im Pariser Prinzenparkstadion vor 32.212 Zuschauern
- Olympique Marseille – Girondins ASP Bordeaux 4:0 (1:0)

#### Mannschaftsaufstellungen
Auswechslungen waren damals nicht möglich.
Olympique Marseille: Jacques Delachet – Paul Patrone, Joseph Gonzalès – Jean Veneziano, Jean Bastien, Franz Olejniczak – Georges Dard, Roger Scotti, Emmanuel Aznar , Jean Robin, Félix Pironti
Trainer : A. Blanc und Joseph Gonzalès
Girondins ASP Bordeaux: André Gérard  – Michel Homar, Roger Normand – Nordine Ben Ali, Francisco Mateo, Saïd Ben Arab – Alphonse Rolland, René Persillon, Santiago Urtizberea, Claude Pruvot, Henri Arneaudeau
Trainer : Benito Diaz
Schiedsrichter: Victor Sdez (Lambersart)

#### Tore
1:0 Aznar (32.)

2:0 Dard (56.)

3:0 Aznar (62.)

4:0 Pironti (78.)

### Besondere Vorkommnisse
Nach demjenigen von 1925 war dies erst das zweite Landesfinale, das wiederholt werden musste. Das 4:0 im zweiten Finale war das deutlichste Endspielresultat in den bisherigen Austragungen des Pokals. Zuvor hatte es fünfmal Siege mit drei Toren Unterschied gegeben: 1918, 1927, 1931 sowie 1935 endete das Finale jeweils mit 3:0, 1926 mit 4:1.
Marseilles Emmanuel Aznar galt aufgrund seines besonders harten Schusses als „der Mann, der Tornetze zerfetzt“, was ihm im zweiten Pokalendspiel von 1943 tatsächlich gelang. Ein anderer gefürchteter Torjäger, Stefan „Stanis“ Dembicki, erzielte im Sechzehntelfinale 16 Treffer beim 32:0-Sieg seines Racing Club Lens gegen die Amateure aus Auby-Asturies.